# Exom
Als Exom bezeichnet man in der Genetik die Gesamtheit der Exons eines Organismus, also alle Abschnitte, die potenziell Proteine codieren. Das Exom ist nicht abbildbar auf das Transkriptom, da einerseits nicht alle potenziell proteincodierenden Gene auch tatsächlich aktiv sind, andererseits ein Gen zu mehreren verschiedenen RNA-Vorlagen verarbeitet werden kann (Spleißvarianten).
In der medizinischen Diagnostik erweist es sich als sinnvoll, anstatt des gesamten Genoms nur das Exom zu sequenzieren, da dort die meisten krankheitsverursachenden Mutationen zu finden sind, das menschliche Exom aber nur etwa zwei Prozent des Genoms ausmacht.